# Parlementaire enquête naar longziekte onder rundvee
De parlementaire enquête naar longziekte onder rundvee was een parlementaire enquête door de Tweede Kamer. 
Rond 1865 brak er ziekte onder rundvee uit. Het kostte moeite om die epidemie te beteugelen. Dat gebeurde onder meer door vee te slachten. Daarna werden er in 1870 wettelijke maatregelen genomen, zoals invoering van veeartsenijkundig toezicht. Door vijf liberale Kamerleden werd in 1876 voorgesteld een parlementaire enquête in te stellen naar de werking van deze nieuwe wetgeving.
Vragen bij het onderzoek waren:
- hoe is de gezondheidstoestand van het rundvee in Nederland met betrekking tot de besmettelijke longziekte;
- wat is de invloed geweest van de wettelijke maatregelen;
- waarom zijn er verschillen per gewest;
- kunnen er van overheidswege maatregelen worden genomen om de ziekte te beteugelen zonder de veehandel en scheepvaart te veel te benadelen?

Voorzitter van de enquêtecommissie was de eerste initiatiefnemer, Klaas de Jong.
In haar 17 pagina's tellende verslag deed de commissie vier aanbevelingen. Het staatstoezicht moest worden versterkt, snelle aangifte van een ziekteuitbraak moest wettelijk worden bevorderd, inenting moest worden aangemoedigd en in Zuid-Holland diende naleving van de wet beter te worden afgedwongen.

## Enquêtecommissie
- W.C.M. Begram (conservatief)
- W.A. Bergsma (liberaal)
- K.H. de Jong (liberaal)
- J.L. de Jonge (antirevolutionair)
- J. Schepel (liberaal)
- S. Wybenga (liberaal)